# Conrado II de Wurtemberg
Conrado II de Wurtemberg († 1143) fue conde de Wurtemberg y reinó desde 1110 hasta 1143. Estaba casado con Hadelwig.
El padre de Conrado es desconocido, pero se cree que pertenecía a los condes de Althausen-Veringer. Motivo de esta hipótesis es la gran similitud del escudo de armas de los condes de Veringen (Veringenstadt) y el de los condes de Wurtemberg. Por lo tanto, en general se supone que las dos casas nobles son afines. La madre de Conrado, Liutgarda de Beutelsbach, era una hermana de su predecesor Conrado I.
A la muerte de Conrado I, Conrado II asumió el poder como heredero del castillo de Wirtemberg. Conrado II aparece el 12 de mayo de 1110, junto con su esposa Hadelwig, como donante de propiedades al monasterio de Blaubeuren cerca de Göppingen y el 28 de diciembre de 1122 en calidad de testigo del emperador Enrique V en Espira (la primera vez como conde, el último sin título, pero mencionado entre los condes). Murió en 1143.
| Predecesor: Conrado I | Conde de Wurtemberg 1110-1143 | Sucesor: Luis I |